# Austroconops annettae
Austroconops annettae är en tvåvingeart som beskrevs av Art Borkent 2004. Austroconops annettae ingår i släktet Austroconops och familjen svidknott.
Artens utbredningsområde är Western Australia. Inga underarter finns listade i Catalogue of Life.